# Гіпотеза фіолетової Землі

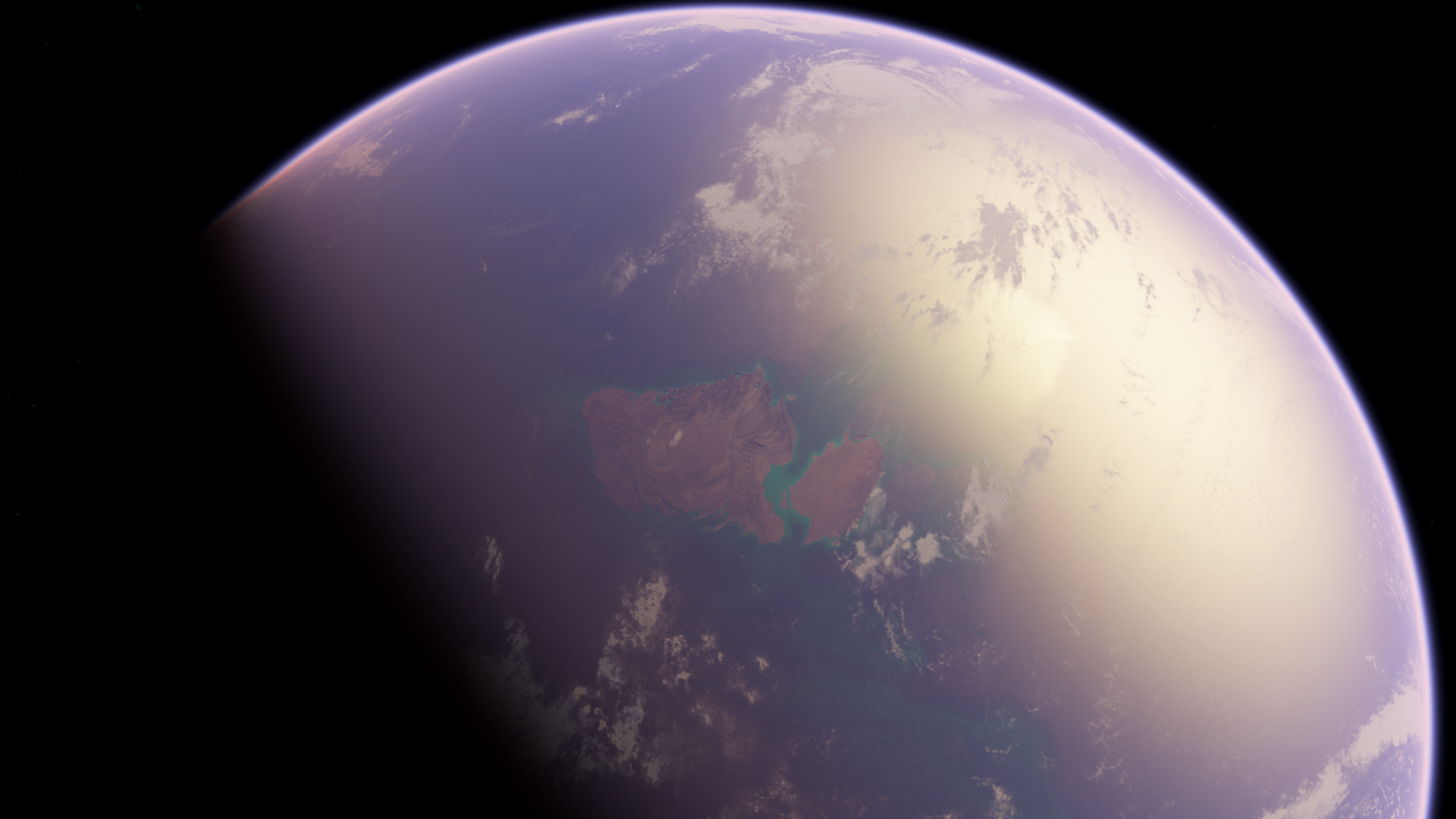
Художнє уявлення Землі в ранньому археї з пурпуровою гідросферою та берегами

Гіпотеза фіолетової Землі або гіпотеза пурпурової Землі — астробіологічна гіпотеза, вперше запропонована молекулярним біологом Шиладітья ДасСарма у 2007 році, про те, що найдавніші фотосинтезуючі форми життя на ранній Землі базувалися на простішому ретинальдегіді, а не складнішому хлорофілі, через що поверхнева біосфера Землі, скоріше за все, виглядала пурпуровою, а не зеленуватою. За оцінками, це відбувалося 3,5—2,4 мільярда років тому у часи архею, до Кисневої катастрофи та Гуронського зледеніння. Прикладом такого організму, що зберігся сьогодні є фотосинтетичні мікроби, що називаються галобактеріями.
Дві проблеми пов'язані із цією гіпотезою полягають в метаболізмі галобактерій. Хоча галобактерія насправді може здійснювати фотосинтез анаеробним чином, але для цього їм необхідний аргінін. Оскільки це складна амінокислота, агрінін скоріше за все не був доступним в необхідній кількості. По друге, ретинальдегід, що є в складі фотосинтезуючих фіолетових мембран потребує кисню для його синтезу. Оксиген утворюється завдяки фотосинтезу, заснованому на хлорофілі, тому галобактерії не можуть бути його попередниками[джерело?].

## Значення для астробіології
Астробіологи припускають, що пігменти ретиналю можуть слугувати біосигнатурами у дослідженні екзопланет. Гіпотеза пурпурової Землі має велике значення для пошуків позаземного життя. Історично вчені шукали планети, що відбивають світло в зелено-жовтому діапазоні, як можливі осередки фотосинтезуючих організмів, через ймовірну присутність хлорофілу. Гіпотеза припускає, що методи пошуку повинні бути розширені до планет, що відбивають синє і червоне світло, оскільки еволюція фотосинтезу на основі ретинальдегіду також можлива, або навіть більш вірогідна, ніж еволюція хлорофільних систем. 